# Caribbean Court of Justice
Der Caribbean Court of Justice CCJ (Karibischer Gerichtshof) ist das seit 2005 bestehende Justizorgan der Karibischen Gemeinschaft CARICOM (Caribbean Community and Common Market). Er wurde 2001 gegründet und hat seinen Sitz in der Henry Street 134 in Port of Spain, Trinidad und Tobago.

## Überblick über den Karibischen Gerichtshof

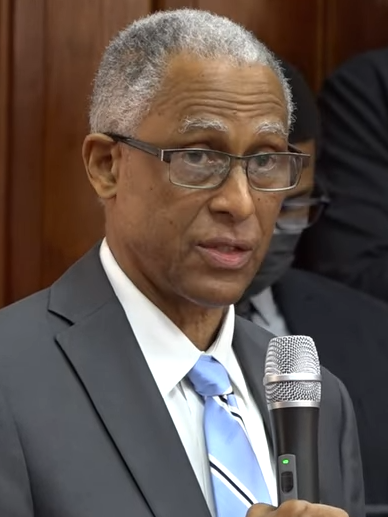
Adrian Saunders aus St. Vincent und die Grenadinen ist seit Juli 2019 Präsident des Caribbean Court of Justice.

Der Karibische Gerichtshof ist mehr als nur ein Gericht der letzten Instanz für die Mitgliedstaaten der Karibischen Gemeinschaft. Denn zusätzlich zur Ersetzung des Justizausschusses des Geheimen Rates (Judicial Committee of the Privy Council) wurde der CCJ mit einer ursprünglichen Zuständigkeit in Bezug auf die Auslegung und Anwendung des Vertrags zur Gründung der Karibischen Gemeinschaft, dem Vertrag von Chaguaramas vom 4. Juli 1973, ausgestattet. Tatsächlich hat der Karibische Gerichtshof zwei Gerichtsbarkeiten: eine ursprüngliche Gerichtsbarkeit und eine Berufungsgerichtsbarkeit:
In seiner ursprünglichen Zuständigkeit interpretiert und wendet der CCJ den überarbeiteten Vertrag von Chaguaramas an und ist ein internationales Gericht mit zwingender und ausschließlicher Zuständigkeit in Bezug auf die Auslegung des Vertrags.
In seiner Berufungsgerichtsbarkeit wiederum verhandelt der CCJ als letzte Instanz Berufungen in Zivil- und Strafsachen aus den Mitgliedstaaten, die Berufungen an das Judicial Committee of the Privy Council (JCPC) nicht mehr zulassen. Ab 2011 haben Barbados, Belize und Guyana die Berufungsgerichtsbarkeit des JCPC durch die des CCJ ersetzt. Im Juli 2014 verabschiedete die House of Assembly of Dominica, das Parlament von Dominica, einen Gesetzentwurf, um den CCJ zum letzten Berufungsgericht zu machen, und Dominica trat am 6. März 2015 dem CCJ in der Berufungsgerichtsbarkeit bei.
Durch Auslegung und Anwendung des überarbeiteten Vertrags von Chaguaramas wird der CCJ auf kritische Weise bestimmen, wie die Caribbean Community and Common Market (CARICOM) funktioniert. Das Abkommen zur Einrichtung des Karibischen Gerichtshofs wurde am 14. Februar 2001 von den CARICOM-Staaten Antigua und Barbuda, Barbados, Belize, Grenada, Guyana, Jamaika, St. Kitts und Nevis, St. Lucia, Suriname und Trinidad und Tobago unterzeichnet. St. Vincent und die Grenadinen und Dominica unterschrieben zwei Jahre später im Jahr 2003. Die Mitgliedstaaten, die das Abkommen zur Errichtung des CCJ unterzeichnen, erklären sich damit einverstanden, seine Entscheidungen in ihren jeweiligen Gerichtsbarkeiten wie Entscheidungen ihrer eigenen übergeordneten Gerichte durchzusetzen.

## Geschichte des Karibischen Gerichtshofs

Flagge der Karibischen Gemeinschaft.

Bereits 1901 erkannten die Führer in der Karibik, dass der Geheimrat (Privy Council) möglicherweise nicht die beste Institution ist, um den Mitgliedstaaten zu dienen. Die Idee, ein separates Berufungsgericht für britische Kolonien einzurichten, wurde erstmals in einem Leitartikel im Jamaica Daily Gleaner vom 6. März 1901 diskutiert.
Regionale Berufungsgerichte, obwohl kurzlebig, haben in der Karibik im Laufe ihrer Geschichte gearbeitet. Zwei wichtige Vorläufer des Karibischen Gerichtshofs waren das während der Kolonialzeit eingerichtete Westindische Berufungsgericht WICA (West Indian Court of Appeal) und der Oberste Bundesgerichtshof (Federal Supreme Court), der zwischen 1958 und 1962 tätig war, als die Region mit föderaler Regierungsführung experimentierte.
1970 schlug die jamaikanische Delegation auf der Sechsten Konferenz der Regierungschefs, die in Jamaika einberufen wurde, die Einrichtung eines karibischen Berufungsgerichts als Ersatz für das Justizkomitee des Geheimrats vor. In der Pressemitteilung der Veranstaltung heißt es:
„Die Konferenz diskutierte die Idee zur Einrichtung eines Regionalen Berufungsgerichts. Es wurde eine allgemeine, aber nicht einhellige Ansicht geäußert, dass es wünschenswert sei, dass die karibischen Länder des Commonwealth of Nations dazu übergehen, Berufungen beim Justizausschuss des Geheimen Rates einzustellen.“
„The Conference discussed the idea for the establishment of a Regional Court of Appeal. A general but not unanimous view was expressed that it was desirable that Commonwealth Caribbean countries should move towards the termination of appeals to the Judicial Committee of the Privy Council.“
In ihrem Bericht von 1992 empfahl die Westindische Kommission (West Indian Commission) die Einrichtung eines karibischen Obersten Gerichtshofs als Ersatz für den Justizausschuss des Geheimen Rates, einen Ausschuss, der als von der karibischen Realität losgelöst und als ständige Erinnerung an die koloniale Vergangenheit der Region angesehen wurde. Die Empfehlung der Kommission war nur eine von mehreren Forderungen im Laufe der Zeit von verschiedenen Seiten nach einem ständigen Regionalgericht, um die karibische Rechtsprechung zu stärken und die soziale und wirtschaftliche Stabilität zu fördern. Die wirtschaftliche und soziale Integration der Karibik führte zur Gründung der CARICOM, die durch den am 1. August 1973 in Kraft getretenen Vertrag von Chaguaramas gegründet wurde. Der überarbeitete Vertrag von Chaguaramas zur Gründung der Karibischen Gemeinschaft, einschließlich des CARICOM-Binnenmarkts und der CARICOM-Wirtschaft, trat am 1. Januar 2006 in Kraft.
Das Abkommen zur Errichtung des Karibischen Gerichtshofs trat am 23. Juli 2002 in Kraft. Der Karibische Gerichtshof nahm am Samstag, dem 16. April 2005, seine Arbeit auf.

### Zeitleiste
Die Zeitleiste zeigt wichtige Daten zum Karibischen Gerichtshof auf:
- 6. März 1901: Leitartikel in der Zeitung Jamaica Daily Gleaner
- 1970: Auf der sechsten Konferenz der Regierungschefs der karibischen Länder des Commonwealth legte die jamaikanische Delegation einen Vorschlag für die Einrichtung eines regionalen Berufungsgerichts vor
- 1970–1971: Sitzung des Ausschusses der Generalstaatsanwälte (Committee of Attorneys-General) und Vorlage des Berichtsentwurfs zur Errichtung eines Regionalen Berufungsgerichts (Regional Court of Appeal)
- 1972: Bericht des Verretungsausschusses der Organisation der karibischen Rechtsanwaltskammern des Commonwealth (Representative Committee of the Organization of the Commonwealth Caribbean Bar Associations) über die Einrichtung eines karibischen Berufungsgerichts als Ersatz für das Justizkomitee des Geheimrates
- 1989: Die Regierungschefs stimmen der Einrichtung des Gerichtshofs auf der zehnten Tagung der Konferenz der Regierungschefs der Karibischen Gemeinschaft zu
- 1992: Der Time for Action Report der Westindischen Kommission gibt Empfehlungen für die Einrichtung eines Obersten Gerichtshofs der Karibik
- 1999: Trinidad und Tobago kündigte seine Pläne an, den CCJ in Port of Spain unterzubringen, und die Regierungschefs billigten das Abkommen zur Einrichtung des Karibischen Gerichtshofs
- 14. Februar 2001: Das Abkommen zur Einrichtung des Karibischen Gerichtshofs wurde von den folgenden CARICOM-Staaten unterzeichnet: Antigua und Barbuda, Barbados, Belize, Grenada, Guyana, Jamaika, St. Kitts und Nevis, St. Lucia, Suriname und Trinidad und Tobago.
- 15. Februar 2003: Zwei weitere Staaten, Dominica und St. Vincent und die Grenadinen, unterzeichneten das Abkommen, wodurch sich die Gesamtzahl der Unterzeichner auf 12 erhöhte.
- 21. –22. August 2003: Erstes Treffen der Regional Judicial and Legal Services Commission RJLSC (Regionale Kommission für Justiz- und Rechtsdienste)
- 18. August 2005: The Right Honourable Michael de la Bastide wird als erster Präsident des Karibischen Gerichtshofs vereidigt.

## Richter des Karibischen Gerichtshofs
Der Karibische Gerichtshof besteht aus sieben Richtern. Die Regional Judicial and Legal Services Commission (RJLSC) ernennt die Richter des Karibischen Gerichtshofs. Die elfköpfige Kommission wird von einem Gerichtspräsidenten geleitet, der als Vorsitzender der Kommission fungiert. Die weiteren Mitglieder der Kommission werden von regionalen Rechts-, Bildungs- und öffentlichen Institutionen berufen.
Der Präsident des Gerichtshofs wird von den teilnehmenden karibischen Staaten auf Empfehlung der Kommission ernannt und kann nur auf Empfehlung der Kommission abberufen werden. Richter können nur auf Empfehlung eines Schiedsgerichts ihres Amtes enthoben werden. Artikel 1X des Abkommens zur Einrichtung des Karibischen Gerichtshofs besagt, dass der Präsident des Gerichtshofs sein Amt „für eine nicht verlängerbare Amtszeit von 7 Jahren oder bis zur Vollendung des 72. Lebensjahres“ innehat. Ein Richter des Gerichts „übt sein Amt bis zur Vollendung des 72. Lebensjahres aus“ (Artikel 1X 3).

## Präsidenten und Mitglieder des Gerichtshofes

### Präsidenten desCaribbean Court of Justice
| Amtsinhaber           | Land                           | Beginn der Amtszeit | Ende der Amtszeit |
| --------------------- | ------------------------------ | ------------------- | ----------------- |
| Michael de la Bastide | Trinidad und Tobago            | 2005                | 2011              |
| Michael Dennis Byron  | St. Kitts und Nevis            | 2011                | 2018              |
| Adrian Saunders       | St. Vincent und die Grenadinen | 2018                | amtierend         |

### Mitglieder und ehemalige Mitglieder desCaribbean Court of Justice
| Amtsinhaber              | Land                           | Beginn der Amtszeit | Ende der Amtszeit |
| ------------------------ | ------------------------------ | ------------------- | ----------------- |
| Winston Charles Anderson | Jamaika                        | 2010                | amtierend         |
| Michael de la Bastide    | Trinidad und Tobago            | 2005                | 2011              |
| Denys Arthur Barrow, MBE | Belize                         | 2017                | amtierend         |
| Désirée Bernard          | Guyana                         | 2005                | 2014              |
| Andrew Burgess           | Barbados                       | 2019                | 2025              |
| Michael Dennis Byron     | St. Kitts und Nevis            | 2011                | 2018              |
| Chile Eboe-Osuji         | Nigeria                        | 2025                | amtierend         |
| David Hayton             | Vereinigtes Königreich         | 2005                | 2019              |
| Peter Jamadar            | Trinidad und Tobago            | 2019                | amtierend         |
| Rolston Nelson           | Trinidad und Tobago            | 2005                | 2017              |
| Chantal Ononaiwu         | Jamaika                        | 2024                | amtierend         |
| Duke Pollard             | Guyana                         | 2005                | 2010              |
| Maureen Rajnauth-Lee     | Trinidad und Tobago            | 2014                | amtierend         |
| Adrian Saunders          | St. Vincent und die Grenadinen | 2005                | amtierend         |
| Jacob Wit                | Niederlande                    | 2005                | 2023              |